# Станіслав Папчинський
Станісла́в Папчи́нський (пол. Stanisław Papczyński, при народженні Ян Папчинський; 18 травня 1631, Подегродзе — 17 вересня 1701, Гура-Кальварія) — польський римо-католицький священник, засновник чернечого згромадження Отців Маріанів Непорочного Зачаття Пресвятої Діви Марії. Станіслав Папчинський був беатифікований 16 вересня 2007 року та канонізований 5 червня 2016 року Папою Франциском. Його день пам'яті — 17 вересня.

## Життєпис
Ян Папчинський після закінчення школи в 1654 році вступив до ордену піярів і прийняв чернече ім'я Станіслав від Ісуса і Марії. 22 липня 1656 року він став першим поляком в ордені піярів, хто склав чернечі обіти, а 12 березня 1661 року отримав священницькі свячення. Був відомим проповідником та духівником у Варшаві, зокрема, духівником Апостольського нунція і майбутнього Папи Інокентія XII (Антоніо Піньятеллі).
Після суперечок зі своїми настоятелями щодо вимоги суворого дотримання чернечих правил, у грудні 1670 року він покинув орден піярів. За підтримки єпископа Познанського Стефана Вежбовського він заснував згромадження маріанів. У вересні 1671 року на честь Непорочного Зачаття він одягнув білий чернечий одяг. Під назвою Norma vitae (лат. Norma vitae, «Правило життя») він написав статут згромадження і у вересні 1673 року приєднався до спільноти еремітів поблизу Скерневиць. Через місяць статут спільноти під керівництвом Папчинського був вперше затверджений. 21 квітня 1679 року єпископ Вежбовський канонічно заснував нове згромадження як конгрегацію дієцезіального права. Спроби папського визнання призвели в 1699 році спочатку до приєднання згромадження до ордену францисканців.
6 червня 1701 року він склав чернечі обіти перед Апостольським нунцієм у Польщі, архієпископом Франческо Піньятеллі, а потім сам прийняв обіти своїх перших співбратів.

## Беатифікація та канонізація
Беатифікаційний процес було розпочато в 1767 році, але вже в 1775 році його було призупинено. Після відновлення процесу в 1953 році, 17 березня 1992 року Папа Іван Павло II проголосив його достойним пошани (героїчний ступінь чеснот). Беатифікацію здійснив Кардинал-Державний секретар Тарчізіо Бертоне за дорученням Папи Бенедикта XVI 16 вересня 2007 року в базиліці Матері Божої Ліхенської в Ліхені.
5 червня 2016 року Папа Франциск канонізував Станіслава Папчинського на площі Святого Петра в Римі.